# Fluctuat nec mergitur

Fluctuat nec mergitur na velkém znaku města

Fluctuat nec mergitur (římskými kapitálkami psáno FLVCTVAT·NEC·MERGITVR) je latinské rčení, které znamená Zmítá se, ale nepotopí se, a které se nachází jako deviza ve velkém znaku města Paříže.
Motto odkazuje na loď zobrazenou v poli štítu, která byla symbolem významného cechu obchodníků na řece Seině, jehož členové měli hlavní vliv na správu Paříže ve středověku. V moderní době může ovšem symbolizovat též historické zvraty a revoluce, kterými město muselo projít, a přesto zůstalo nezlomeno.
Heslo se objevuje už na žetonech z konce 16. století, ale až do Velké francouzské revoluce bylo jen jednou z mnoha deviz hlavního města. Oficiálním heslem Paříže se stalo až vyhláškou pařížského prefekta barona Hausmanna ze dne 24. listopadu 1853.
Nápis se rovněž nachází na přilbách příslušníků pařížského hasičského záchranného sboru.
Rčení se stalo heslem symbolizujícím solidaritu i odhodlanost po listopadových atentátech v roce 2015, pařížská radnice ho nechala promítat i na oficiálních městských informačních panelech.